# Campeonato Mundial de Atletismo Sub-20 de 2016 - Lançamento de disco feminino
A prova do lançamento de disco feminino do Campeonato Mundial de Atletismo Sub-20 de 2016 ocorreu entre os dias 19 e 21 de julho em Bydgoszcz, na Polônia.

## Recordes
Antes desta competição, os recordes mundiais e do campeonato nesta prova eram os seguintes:
|     | Nome               | Nacionalidade     | Distância | Local        | Data                   |
| --- | ------------------ | ----------------- | --------- | ------------ | ---------------------- |
| WJR | Ilke Wyludda       | Alemanha Oriental | 74,40 m   | Berlim Leste | 13 de setembro de 1988 |
| CR  | Ilke Wyludda       | Alemanha Oriental | 68,24 m   | Sudbury      | 31 de julho de 1988    |
| WJL | Kristina Rakočević | Montenegro        | 58,30 m   | Split        | 16 de abril de 2016    |

## Medalhistas
| Ouro                     | Prata                 | Bronze                    |
| Kristina Rakočević (MNE) | Kirsty Williams (AUS) | Alexandra Emilianov (MDA) |

## Cronograma
Todos os horários são locais (UTC+1).
| Data        | Hora  | Evento       |
| ----------- | ----- | ------------ |
| 19 de julho | 18:20 | Qualificação |
| 21 de julho | 18:50 | Final        |

## Resultados

### Qualificação
Qualificação: 51,50 m (Q) ou pelo menos melhor 12 qualificado (q)
| Posição | Grupo | Atleta                      | Nacionalidade          | #1    | #2    | #3    | Resultados | Notas                |
| ------- | ----- | --------------------------- | ---------------------- | ----- | ----- | ----- | ---------- | -------------------- |
| 1       | B     | Julia Ritter                | Alemanha               | 47.52 | 53.84 |       | 53.84      | Q,                   |
| 2       | B     | Elena Bruckner              | Estados Unidos         | 53.83 |       |       | 53.83      | Q                    |
| 3       | B     | Alexandra Emilianov         | Moldávia               | 53.19 |       |       | 53.19      | Q                    |
| 4       | A     | Kristina Rakočević          | Montenegro             | 52.92 |       |       | 52.92      | Q                    |
| 5       | B     | Kirsty Williams             | Austrália              | 50.32 | 52.83 |       | 52.83      | Q                    |
| 6       | A     | Sun Kangping                | China                  | 51.04 | 52.68 |       | 52.68      | Q,                   |
| 7       | A     | Ailén Armada                | Argentina              | x     | 51.23 | x     | 51.23      | q,                   |
| 8       | B     | Serena Brown                | Bahamas                | 47.82 | 49.37 | 50.94 | 50.94      | q, NJR               |
| 9       | B     | Devia Brown                 | Jamaica                | x     | 45.51 | 49.56 | 49.56      | q,                   |
| 10      | A     | Kiana Phelps                | Estados Unidos         | 49.55 | 45.56 | 49.49 | 49.55      | q                    |
| 11      | A     | Lara Kempka                 | Alemanha               | 45.75 | 49.28 | 44.28 | 49.28      | q                    |
| 12      | A     | Jorinde van Klinken         | Países Baixos          | 40.00 | 48.62 | 41.83 | 48.62      | q                    |
| 13      | B     | Krista Uusi-Kinnala         | Finlândia              | x     | 48.27 | x     | 48.27      |                      |
| 14      | A     | Anna Dunaievska             | Ucrânia                | x     | 48.17 | x     | 48.17      |                      |
| 15      | A     | Amira Sayed                 | Egito                  | 47.81 | 47.83 | 47.68 | 47.83      | Recorde da temporada |
| 16      | B     | Yuliia Bairak               | Ucrânia                | 46.12 | 44.87 | 47.57 | 47.57      |                      |
| 17      | A     | Bianca Hansen               | Austrália              | 46.67 | x     | 47.06 | 47.06      |                      |
| 18      | B     | Lin Aoxue                   | China                  | 46.16 | x     | x     | 46.16      |                      |
| 19      | B     | Veranika Kuzmich            | Bielorrússia           | 45.93 | 44.56 | 45.07 | 45.93      |                      |
| 20      | A     | Gabrielle Rains             | Canadá                 | 41.18 | 45.85 | x     | 45.85      |                      |
| 21      | A     | Marija Tolj                 | Croácia                | 39.69 | x     | 45.76 | 45.76      |                      |
| 22      | B     | Nanaka Kori                 | Japão                  | 42.18 | x     | 45.46 | 45.46      |                      |
| 23      | B     | Thelma Lind Kristjánsdóttir | Islândia               | 42.53 | 42.45 | 44.41 | 44.41      |                      |
| 24      | A     | Lauren Bruce                | Nova Zelândia          | 41.98 | 42.30 | 39.65 | 42.30      |                      |
| 25      | B     | Polina Makaeva              | Bulgária               | 42.21 | x     | 36.99 | 42.21      |                      |
| 26      | A     | Fatima Al-Hosani            | Emirados Árabes Unidos | 37.40 | 35.82 | x     | 37.40      | Recorde da temporada |
| 27      | A     | Shanice Love                | Jamaica                | x     | x     | x     | NM         |                      |
| 28      | B     | Rijaj Salem                 | Líbia                  |       |       |       | DNS        |                      |

### Final
A prova final foi realizada no dia 21 de julho às 18:50.
| Posição           | Aleta               | Nacionalidade  | #1    | #2    | #3    | #4    | Resultados | Notas           |
| ----------------- | ------------------- | -------------- | ----- | ----- | ----- | ----- | ---------- | --------------- |
| Medalha de ouro   | Kristina Rakočević  | Montenegro     | 51.45 | 53.56 | 56.36 | x     | 56.36      |                 |
| Medalha de prata  | Kirsty Williams     | Austrália      | 49.58 | x     | 53.91 | 52.78 | 53.91      | Recorde pessoal |
| Medalha de bronze | Alexandra Emilianov | Moldávia       | 47.71 | 50.17 | 53.08 | 52.53 | 53.08      |                 |
| 4                 | Serena Brown        | Bahamas        | 52.73 | 52.28 | 45.81 | 50.82 | 52.73      | NJR             |
| 5                 | Kiana Phelps        | Estados Unidos | 51.38 | 52.60 | 52.43 | 49.16 | 52.60      |                 |
| 6                 | Ailén Armada        | Argentina      | x     | x     | 52.53 | 51.84 | 52.53      | Recorde pessoal |
| 7                 | Elena Bruckner      | Estados Unidos | 52.04 | 51.99 | 51.82 |       | 52.04      |                 |
| 8                 | Sun Kangping        | China          | 51.70 | 49.63 | 50.95 |       | 51.70      |                 |
| 9                 | Julia Ritter        | Alemanha       | 46.22 | 48.86 | 50.95 |       | 50.95      |                 |
| 10                | Jorinde van Klinken | Países Baixos  | x     | 44.52 | 49.15 |       | 49.15      |                 |
| 11                | Devia Brown         | Jamaica        | 47.31 | x     | 48.12 |       | 48.12      |                 |
| 12                | Lara Kempka         | Alemanha       | x     | 43.69 | x     |       | 43.69      |                 |

Legenda
| Recorde mundial       | Recorde mundial (World record)               |                       | Recorde africano                      | Recorde africano (African) |                                           | Q | Classificado por posição (Qualified) |
| Recorde do campeonato | Recorde do campeonato (Championship record)  | Recorde da América    | Recorde da América (Americas)         | q                          | Classificado por melhor tempo (Qualified) |   |                                      |
| Melhor marca do ano   | Melhor marca do ano (World leading)          | Recorde asiático      | Recorde asiático (Asian)              | DNS                        | Não largou (Did not start)                |   |                                      |
| Recorde nacional      | Recorde nacional (National record)           | Recorde europeu       | Recorde europeu (European)            | DNF                        | Não terminou (Did not finish)             |   |                                      |
| Recorde pessoal       | Recorde pessoal do atleta (Personal best)    | Recorde da Oceania    | Recorde da Oceania (Oceania)          | DSQ / DQ                   | Desclassificado (Disqualified)            |   |                                      |
| Recorde da temporada  | Recorde da temporada do atleta (Season best) | Recorde sul-americano | Recorde sul-americano (South America) | NM                         | Sem marca (No mark)                       |   |                                      |